# Misraq Azernet Berbere
Misraq Azernet Berbere (ou Misrak Azernet, ; silt'e : ሸርቅ አዘርነት በርበሬ ወረደ/Sharq Azarinat Barbare Warada) est l'un des woredas de la région des nations, nationalités et peuples du Sud de l'Éthiopie transférés dans la région Éthiopie du Centre en août 2023. Ce district porte le nom de sous-groupes du peuple Silt'e et fait partie de la zone Silt'e. Il est bordé au sud par la zone Hadiya, à l'ouest par Mirab Azernet Berbere, au nord-ouest par la zone Gurage, au nord-est par Alicho Werero, et à l'est par Wulbareg. Il s'est détaché de son voisin Limu avant le recensement de 2007.

## Données démographiques
D'après le recensement de 2007 mené par l'agence centrale de la statistique (Éthiopie), ce district compte 50 739 habitants, tous ruraux. Presque tous les habitants (99,65 %) sont musulmans.
En 2022, sa population est estimée à 66 001 personnes avec une densité de population de 393 personnes par km2 et 168 km2 de superficie,.